# Henk van den Breemen

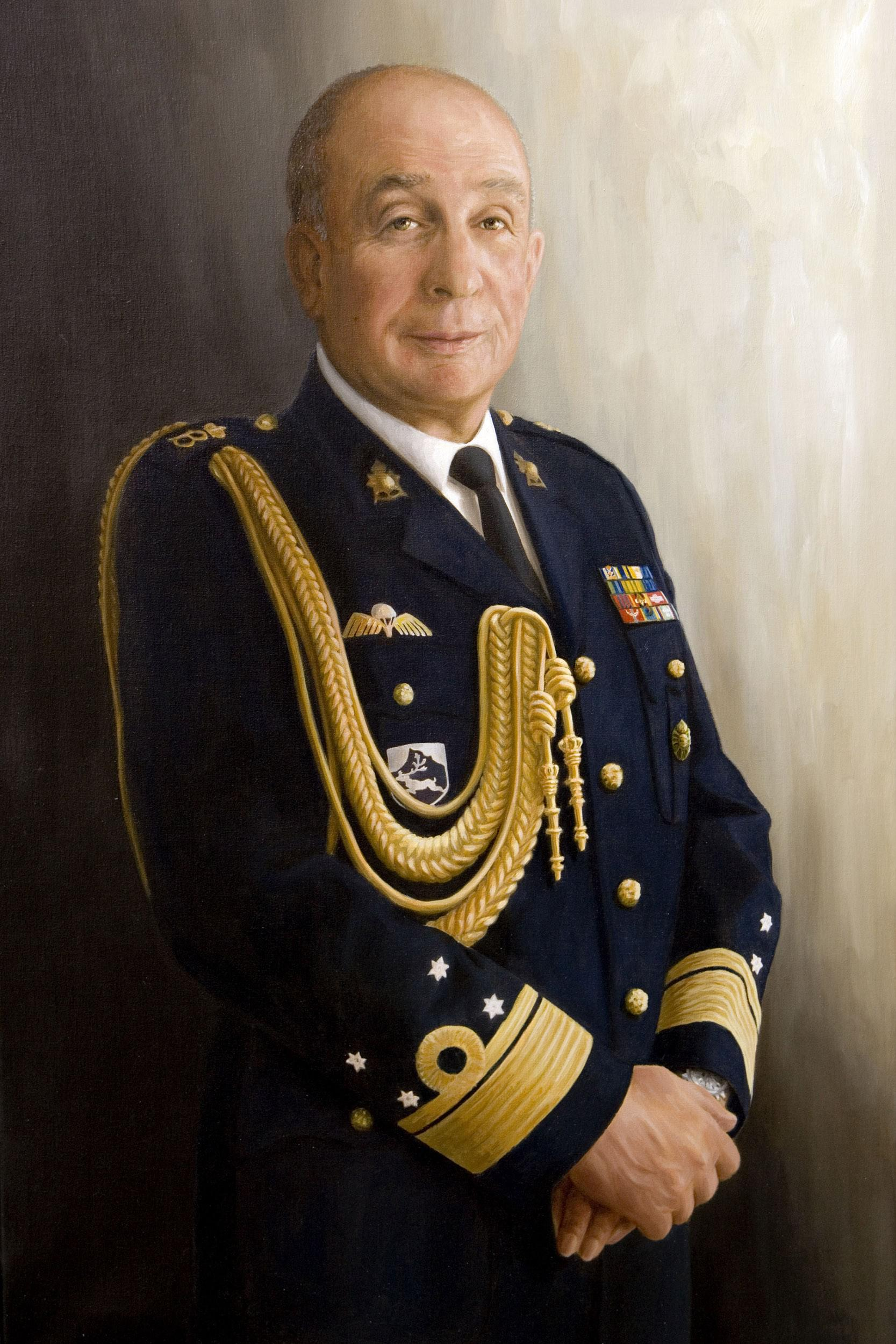
Henk van den Breemen

Hendrik Gijsbert Bernhard "Henk" van den Breemen (* 23. März 1941 in Valkenswaard; † 20. Januar 2024 in Mijnsheerenland, Gemeinde Hoeksche Waard) war ein niederländischer General a. D. Von 1994 bis 1998 war er Stabschef der niederländischen Streitkräfte.

## Biografie
Van den Breemen besuchte von September 1960 bis August 1963 das Königlichen Marine-Institut der Niederlande (Koninklijk Instituut voor de Marine) und erhielt dort eine Offiziersausbildung. In den folgenden Jahren wurde er innerhalb der niederländischen Armee mehrfach befördert. 1975 zum Major, 1981 zum Oberstleutnant, 1987 zum Oberst und 1994 schließlich zum General. In diesem Dienstgrad war er vier Jahre lang bis 1998 Stabschef und damit der Oberbefehlshaber über die Streitkräfte der Niederlande.
Van den Breemen war einer von fünf Autoren der 2008 vorgestellten Streitschrift mit dem Titel „Towards a Grand Strategy for an Uncertain World; Renewing Transatlantic Partnership“. Daran war auch der deutsche General a. D. Klaus Naumann als Autor beteiligt. Die Verfasser fordern eine Erneuerung der transatlantischen Partnerschaft und präsentierten ihre Schrift in Washington, D.C. sowie auf Ebene der NATO und der EU.
Zuletzt saß van den Breemen im Beirat der Noaber-Stiftung, die kleinere Unternehmen unterstützt. Am 20. Januar 2024 starb Henk van den Breemen im Alter von 82 Jahren in Mijnsheerenland.

## Auszeichnungen und Ehrungen
Henk van den Breemen wurde in mehreren europäischen Staaten und in den USA mit hohen Auszeichnungen dekoriert. In den Niederlanden erhielt er den Orden vom Niederländischen Löwen (Ritter) sowie den Orden von Oranien-Nassau (Komtur). In Deutschland wurde er mit dem Großen Verdienstkreuz mit Stern und Schulterband geehrt. Außerdem erhielt er den US-amerikanischen Militär-Orden Legion of Merit in der zweithöchsten Stufe (Commander), den schwedischen Nordstern-Orden, sowie weitere Auszeichnungen in Norwegen und der Tschechischen Republik.